# Lijst van vlaggen van Zuid-Soedan
Dit is een lijst van vlaggen van Zuid-Soedan.

## Nationale vlag (perFIAV-codering)
|          | Civiele vlag | Staatsvlag | Oorlogsvlag |
| -------- | ------------ | ---------- | ----------- |
| Te land  | · ?          | · ?        | · ?         |
| Te water | · ?          | · ?        | · ?         |

## Vlaggen van bestuurders
| Vlag                                                        | Periode      | Functie                                                     | Beschrijving |
| ----------------------------------------------------------- | ------------ | ----------------------------------------------------------- | --- |
| Vlag van de president van Zuid-Soedan.                      | 2011 - heden | Vlag van de president van Zuid-Soedan.                      | Een horizontale driekleur van zwart, rood en groen, omzoomd met witte strepen; met een blauwe gelijkzijdige driehoek op de hijskant met een gouden ster en het nationale wapen in het midden. |
| Vlag van de Gouverneur-Generaal van Anglo-Egyptisch Soedan. | 1899 - 1956  | Vlag van de Gouverneur-Generaal van Anglo-Egyptisch Soedan. | Een Britse vlag met het logo van de Gouverneur-Generaal. |

## Militaire vlaggen
| Vlag                                        | Periode      | Functie                                     | Beschrijving |
| ------------------------------------------- | ------------ | ------------------------------------------- | --- |
| Vlag van de Strijdkrachten van Zuid-Soedan. | 2011 - heden | Vlag van de Strijdkrachten van Zuid-Soedan. | een driekleur van zwart, rood en groen met het embleem in het midden. Van 1983 tot 2018 bekend als het Soedanese Volksbevrijdingsleger. |
| Vlag van de Strijdkrachten van Zuid-Soedan. | tot 2011     | Vlag van de Strijdkrachten van Zuid-Soedan. | een driekleur van zwart, rood en groen met het embleem in het midden.                                                                   |
| Vlag van de Soedanese defensiemacht         | 1925 - 1956  | Vlag van de Soedanese defensiemacht         | Gebruikt in Anglo-Egyptisch Soedan. |
| Vlag van de Nuer wit leger                  | 1991 - heden | Vlag van de Nuer wit leger                  | 4 horizontale strepen van rood, zwart, wit en groen.                                                                                    |

## Vlaggen van politieke partijen
Inclusief militante organisaties die worden uitgesloten van deelname aan de verkiezingspolitiek.
| Vlag                                            | Periode      | Functie                                         | Beschrijving |
| ----------------------------------------------- | ------------ | ----------------------------------------------- | --- |
| Vlag van de SPLM.                               | 1983 - 1995  | Vlag van de SPLM.                               | Een horizontale driekleur van zwart, rood en groen, omzoomd met witte strepen; met een lichtblauwe gelijkzijdige driehoek op de hijskant met een rode ster. |
| Vlag van de SPLM.                               | 1995         | Vlag van de SPLM.                               | Vergelijkbaar met de nationale vlag. |
| Vlag van de SPLM.                               | 1995 - heden | Vlag van de SPLM.                               | |
| Vlag van de SPLM.                               | 1995 - heden | Vlag van de SPLM.                               | |
| Vlag van de Zuid-Soedanese Bevrijdingsbeweging. |              | Vlag van de Zuid-Soedanese Bevrijdingsbeweging. | |
| Vlag van de Nationaal Leger des Heils Front.    |              | Vlag van de Nationaal Leger des Heils Front.    | |
| Vlag van de Verenigd Democratisch Front.        |              | Vlag van de Verenigd Democratisch Front.        | |
| Vlag van de Anyanya.                            | 1963 - 1972  | Vlag van de Anyanya.                            | |
| Vlag van de Azania Bevrijdingsfront.            | 1965 - 1970  | Vlag van de Azania Bevrijdingsfront.            | |

## Vlaggen van etnische groepen
| Vlag               | Periode | Functie            | Beschrijving                                                                                     |
| ------------------ | ------- | ------------------ | ------------------------------------------------------------------------------------------------ |
| Vlag van de Bari.  |         | Vlag van de Bari.  | een banier met 7 horizontale strepen met 2 blauwe strepen, 2 groene strepen en 3 gouden strepen. |
| Vlag van de Dinka. |         | Vlag van de Dinka. | een horizontale driekleur van rood, geel en groen, gescheiden door 2 zwarte lijnen.              |

## Overige vlaggen
| Vlag                              | Periode | Functie                           | Beschrijving                                                           |
| --------------------------------- | ------- | --------------------------------- | ---------------------------------------------------------------------- |
| Vlag van de Onafhankelijkheidsdag | 2011    | Vlag van de Onafhankelijkheidsdag | Een van de vele vlaggen in de hoofdstad Juba op Onafhankelijkheidsdag. |